# Beni ecclesiastici
I beni ecclesiastici sono quei beni di proprietà della Chiesa, che li possiede a qualsiasi titolo, ma che non sono destinati al culto.
I Beni comprendono le chiese nel loro aspetto architettonico e artistico, i beni librari, biblioteche ecclesiastiche, materiale conservato nei musei diocesani, paramenti liturgici, dipinti, statue e sculture. 
Dal 2000 migliaia di Beni ecclesiastici, sono  consultabili mediante fotografie e brevi schede tecniche sul portale internet BeWeb - Beni Ecclesiastici.